# ببغاء أزرق الجناح
ببغاء أزرق الجناح (باللاتينية: Neophema chrysostoma) (بالإنجليزية: Blue-winged parrot)‏ ، هو نوع ينتمي إلى بستاكوليداي (فصيلة: Psittaculidae) .